# Phare de Farallón Centinela
Le phare de Farallón Centinela est un phare actif situé sur l'îlot rocheux de Farallón Centinela (es), dans les eaux territoriales de l'État de Miranda au Venezuela. Il est sur le territoire de la municipalité de Brión.
Le phare appartient à la marine vénézuélienne et il est géré par l'Oficina Coordinadora de Hidrografía y Navegación (Ochina).

## Histoire
Le  phare , mis en service en 2001, est situé sur Farallón Centinela à 25 km du cap Codera (es) près de Brión

## Description
Ce phare est une tour hexagonale à claire-voie en fibre de verre , avec une galerie et balise de 6 m de haut. Le phare est peint avec des bandes rouges et blanches horizontales. Il émet, à une hauteur focale de 44 m, un éclat blanc d'une seconde par période de 12 secondes. Sa portée est de 25 milles nautiques (environ 46 km).
Il porte un radar Racon émettant la lettre C.
Identifiant : ARLHS : VEN-010 - Amirauté : J6462 - NGA : 17036 .

## Caractéristique dufeu maritime
Fréquence : 12 secondes (W)
- Lumière : 1 seconde
- Obscurité : 11 secondes

### Lien connexe
- Liste des phares du Vénézuela